# Московский шёлк
Московский шёлк — исторически текстильное предприятие, ныне занимающиеся сдачей в аренду недвижимости.

## Описание
Предприятие было основано в 1820 году московским купцом Родионом Востряковым как ситценабивная фабрика, располагалось рядом с Москвой-рекой в бывшей Саввинской слободе. Востряков управлял предприятием 35 лет, при нём оно заняло видное положение среди аналогичных производств Москвы.
В 1855 году собственником предприятия стал прибывший из Франции Альберт Гюбнер, который совместно с купцами Щукиным и Солдатёнковым создал «Товарищество ситцевой мануфактуры Альберта Гюбнера».
В 1918 году фабрика была национализирована.
В 1947 году предприятие полностью перепрофилировалось на производство шёлковых тканей и стало называться Московская государственная шелкоотделочная фабрика имени Я. М. Свердлова Министерства текстильной промышленности СССР. В 1960 году было решено открыть в Новых Черёмушках опытно-показательную ткацкую фабрику, которая начала работу в ноябре 1962 года. Тогда же фабрика сменила название на Московский шёлковый комбинат имени Я. М. Свердлова.
С 1988 года начались масштабные работы по реконструкции и техническому переоснащению предприятия. С 1990 года на фабрике началось производство ворсовых тканей, а через четыре года — мебельных и махровых тканей.
В промежуток между 1988 и 1995 годами отделочное производство было на 95 % оснащено новым оборудованием, благодаря чему стало возможным работать с широкими тканями. Введены в эксплуатацию линии для отварки, крашения и отделки, в процессе работы берётся во внимание опыт передовых фирм Италии, Японии, Германии и Франции. Производственные возможности и современное оборудование дают возможность отделывать разные типы тканей: хлопчатобумажные, льняные, шерстяные, трикотажные и ворсовые полотна из искусственного, синтетического и натурального волокна.
В ноябре 1992 года фабрика была реорганизована в закрытое акционерное общество «Московский шёлк». В распоряжении юридического лица находятся ткацкая фабрика, красильно-отделочное и швейное производство. Владельцем ЗАО «Московский шелк» до 2014 года был А. Новичков, он возглавил предприятие в 1988 году. В 2014 году компанию возглавил Андрей Клиновский.
Однако в настоящее время основной статьёй дохода «Мосшёлка» является аренда бывших цехов, производственных комплексов, общежитий, расположенных на Саввинской набережной. Анонимный эксперт по сделкам с недвижимостью в 2013 году отметил, что завод продаёт помещения по цене 5—6 тысяч долларов за квадратный метр без ремонта и за 10 тысяч — с ремонтом. Среди арендаторов: ресторан «Nooning», кафе Фёдора Бондарчука «Bistrot», клуб «Сохо», «Vi Ai Pi Bar» и т. д.